# Kras wieżowy

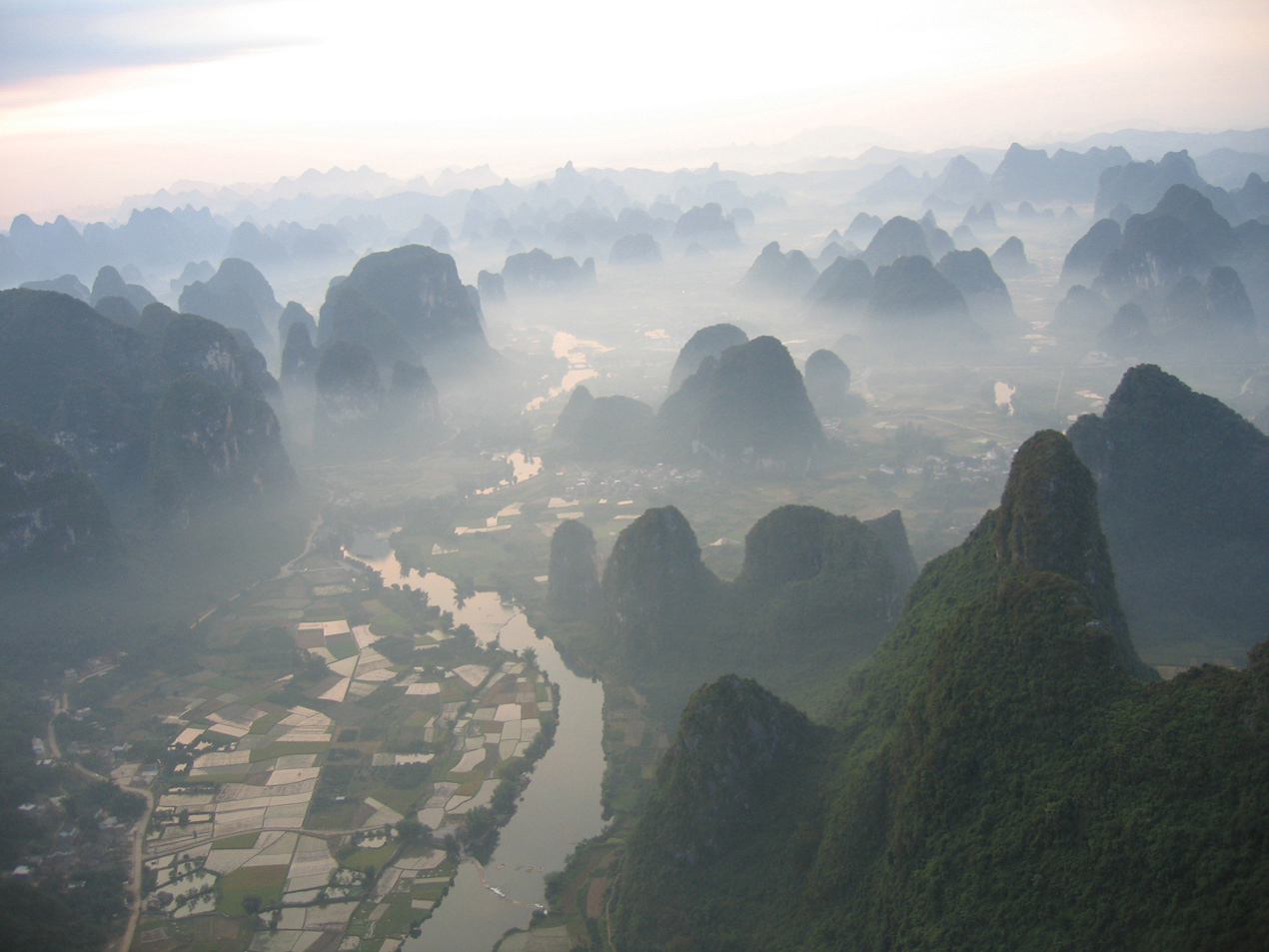
Kras wieżowy w płd. Chinach, dolina rzeki Yulong

Kras wieżowy (kras stożkowy, kras kopiasty) – zespół form krasowych, występujących w późnym stadium erozji i denudacji krasu – stadium penepleny. Spośród równiny wystają pojedyncze ostańce i twardzielce wapienne, będące pozostałościami dawnego większego masywu wapiennego. Mają najczęściej wygląd odizolowanych wież, stożków i kop, stąd nazwa (aczkolwiek w niektórych publikacjach fachowych te trzy nazwy rozdziela się dalej, pod względem specyficznych cech). Ze względu na to, iż w czasie peneplenizacji dno równiny (doliny) było stopniowo coraz niżej, obniżał się też poziom wód, tworzących w masywie liczne jaskinie krasowe, obecnie nierzadko suche i występujące znacznie powyżej dna doliny, niekiedy uszeregowane w poziomy (na których woda przez dłuższy czas geologiczny występowała bez zmian).
Podstawowe elementy krasu wieżowego, to ostańce (lub twardzielce), zwane mogotami lub humami.
Kras wieżowy jest szczególnie znany z Chin (m.in. okolice miasta Guilin), gdzie około połowy XX w. badał go Mieczysław Klimaszewski. Za ciekawą i specyficzną formę krasu wieżowego można też uznać "tsingi", występujące na Madagaskarze. W Polsce nie występuje typowa rzeźba krasu wieżowego, ale dość zbliżoną rzeźbę można spotkać w niektórych miejscach Wyżyny Krakowsko-Częstochowskiej.